# Jeruzalemkerk (Kopenhagen)
De Jeruzalemkerk (Deens: Jerusalemskirken) aan de Rigensgade in het centrum van Kopenhagen is de belangrijkste kerk van de methodisten in Denemarken.

## Geschiedenis
De eerste methodistische gemeente van Denemarken werd op 11 januari 1859 gesticht. Diensten werden in gehuurde ruimten in Store Kongensgade gehouden. De gemeente groeide snel en er werden inzamelingen gehouden voor de bouw van een nieuwe kerk. Deze nieuwe kerk werd voltooid in 1866 volgens het ontwerp van Ferdinand Vilhelm Jensen.
Het kerkgebouw stond bekend onder de naam Sint-Paulus. Maar nadat die naam werd overgenomen door een nabijgelegen lutherse kerk, werd de methodistische kerk vernoemd naar Sint-Marcus. Deze naam bleef de kerk dragen tot 1912, toen het de huidige naam kreeg.
Het kerkgebouw werd in 1914 verwoest door brand, maar vervolgens herbouwd door Jens Christian Kofoed en heropend in het daaropvolgende jaar.

## Architectuur
De architectuur van de kerk is een mengstijl van neoromaanse en neobyzantijnse kenmerken. Het gebouw meet 27 meter lang, 16 meter breed en de toren is 50.6 meter hoog.

## Kerkmuziek
Het kerkorgel werd door Christian Winther & Th. Frobenius in de romantische symfonische stijl gebouwd in 1916. Gunnar Fabricius Husted restaureerde het intussen onbespeelbaar geworden orgel vanaf 1982. Deze gefaseerde restauratie werd in 1994 afgerond. Met 35 registers is het orgel het grootste romantische orgel van het land.
Aan de kerk zijn drie gospelkoren verbonden. Het koor Kefas is waarschijnlijk het oudste gospelkoor van het land. De koren treden regelmatig op in de kerk. Vanuit de Jeruzalemkerk werd het Kopenhagen Gospel Festival en later ook het Young Kopenhagen Gospel Festival geïnitieerd.